# Stazione di Gradisca-San Martino
La stazione di Gradisca-San Martino era una fermata ferroviaria sita nella frazione di Poggio Terza Armata del comune di Sagrado sulla linea ferroviaria Udine-Trieste.
Assumeva la denominazione di Gradisca-San Martino perché si trovava nelle vicinanze del comune di Gradisca d'Isonzo e della frazione di San Martino del Carso. Fino alla prima guerra mondiale la stazione era denominata Gradisca-Sdraussina (Sdraussina era il toponimo originario della località di Poggio Terza Armata); mutò la sua denominazione in Gradisca-San Martino nel 1923.
La fermata è stata soppressa definitivamente nel 2002.